# Млади мутанти нинџа корњаче (ТВ серија из 2012, 3. сезона)
Четврта сезона анимиране серије Млади мутанти нинџа корњаче је премијерно приказивана на Никелодиону 3. октобра 2014. Дана 26. фебруара 2013, Никелодион је наредио четврту сезону серије. Ово је једина сезона серије чије је дводелно финале емитовано у различитим недељама. У Србији је трећа сезона је премијерно емитована од 12. априла 2015. до 27. децембара 2015. године на Никелодион, а касније и на Б92 телевизији.

## Радња
Накод што редер и Кранг заузимају Њујорк, корњаче, Ејприл и Кејси одлазе у Ејприлину стару ккућу у шуми. Тамо им делује као лепо и мирно место, али тамо доживљавају авантуре са нови непријатељима попут Химере, Дабров из снова, Љигавца, клона Ејприлине мајке, али поред свих тих зликоваца, корњаче стичу и нове пријатеље, на пример. Доктора Кокошовског, Моћних жаба, Бигфута... У једној епизоди, Леонардо схвата да требају да оду у шуму да преживљавају, и током једне ноћи им им се указао Сплинтеров дух који их је упозорио да требају да се припреме на оно што их чека у Њујорку. Сплинтер им омогућује неку врсту духовног тренинга, у ком свако од корњача треба да се бори са робостипалима и једни чланом клана стопала.
Када су се корњаче, Ејприл и Кејси довољно спремили за повратак у Њујорк, напустили су Ејприлину стару кућу и вратили се у Њујорк. На самом уласку у град, они откривају да Кранг контролише умове војске и да је град у потпуности мутиран. Прво место на које су се вратили је била њихова стара база у канализацији, за коју су Крангови знали и због ток разлога су узели своје најбитније ствари из ње и направили привремену базу у напуштеној пицерији. Следећи корак им је био ослобођење Сплинтера, што су и учинили, али тим подухватом Шредер открива да су корњаче јо живе и почиње потрагу за њима. Корњаче се удружују са Моћним Мутивотињама, које чине Слеш, Кожноглави, Доктор Роквел и Голуб Пит, и ослобађају Њујорк и све његове грађане. Након ослобођења Њујорка, корњаче се саочавају са новим мутантима и авантурама, али једног дана, у канализацији проналазе ванземаљца који личи на диносауруса. Он и његова врста по имену Трицератони, долазе на Земљу са моћним оружјем, Генератором црне рупе, којим планирају да униште Земљу јер је она препуна Крангова, који су смртни непријатељи Трицератона. Међутим Трицератони уништавају Земљу, а корњаче спасава киборг, Фугитоид.

## Ликови
| Лик                    | Лик                    | Улога               | Појављивања | Појављивања | Епизоде  | Епизоде  |          |
| Лик                    | Лик                    | Улога               | Е1-8        | Е9-26       | Е1-8     | Е9-26    |          |
| ---------------------- | ---------------------- | ------------------- | ----------- | ----------- | -------- | -------- | -------- |
| Леонардо (Лео)         | Леонардо (Лео)         | Милош Дашић         | 8 епизода   | 18 епизода  | Главни   | Главни   |          |
| Донатело (Дони)        | Донатело (Дони)        | Никола Булатовић    | 8 епизода   | 18 епизода  | Главни   | Главни   |          |
| Микеланђело (Мајки)    | Микеланђело (Мајки)    | Стеван Пиале        | 8 епизода   | 18 епизода  | Главни   | Главни   |          |
| Рафаел/о (Раф)         | Рафаел/о (Раф)         | Милан Антонић       | 8 епизода   | 18 епизода  | Главни   | Главни   |          |
| Ејприл О’Нил           | Ејприл О’Нил           | Сања Петровић       | 8 епизода   | 14 епизода  | Главни   | Главни   |          |
| Кејси Џонс             | Кејси Џонс             | Лако Николић        | 8 епизода   | 11 епизода  | Главни   | Главни   |          |
| Хамато Јоши / Сплинтер | Хамато Јоши / Сплинтер | Марко Јањић         |             | 12 епизода  |          | Споредни |          |
| Тигрова Канџа          | Тигрова Канџа          | Милан Тубић         |             | 9 епизода   |          | Споредни |          |
| Хамато Мива / Караи    | Хамато Мива / Караи    | Ана Мандић          |             | 9 епизода   |          | Споредни |          |
| Ороку Саки / Шредер    | Ороку Саки / Шредер    | Никола Немешевић    |             | 8 епизода   |          | Споредни |          |
| Бакстер Стокмен        | Бакстер Стокмен        |                     |             | 8 епизода   |          | Споредни |          |
| Рокстеди               | Рокстеди               | Бојан Хлишћ         |             | 8 епизода   |          | Споредни |          |
| Бибоп                  | Бибоп                  | Предраг Дамњановић  |             | 7 епизода   |          | Споредни |          |
| Рибоглави              | Рибоглави              | Милан Тубић         |             | 7 епизода   |          | Споредни |          |
| Разар                  | Разар                  | Марко Марковић      |             | 7 епизода   |          | Споредни |          |
| Слеш                   | Слеш                   | Бојан Хлишћ         |             | 6 епизода   |          | Споредни |          |
| Доктор Роквел          | Доктор Роквел          | Лако Николић        |             | 6 епизода   |          | Споредни |          |
| Голуб Пит              | Голуб Пит              |                     |             | 5 епизода   |          | Споредни |          |
| Кожноглави             | Кожноглави             |                     |             | 5 епизода   |          | Споредни |          |
| Кранг До Први          | Кранг До Први          | Стеван Пиале        |             | 4 епизоде   |          | Споредни |          |
| Кирби О' Нил           | Кирби О' Нил           |                     |             | 4 епизоде   |          | Споредни |          |
| Мондо Геко             | Мондо Геко             | Бранислав Јевтић    |             | 3 епизоде   |          | Споредни |          |
| Човек-муљ              | Човек-муљ              | Никола Немешевић    |             | 3 епизоде   |          | Споредни |          |
| Мини Шредер            | Мега Шредер            | без дијалога        |             | 3 епизоде   |          | Споредни |          |
| Средњи Шредер          | Мега Шредер            | без дијалога        |             | 3 епизоде   |          | Споредни |          |
| Велики Шредер          | Мега Шредер            | без дијалога        |             | 3 епизоде   |          | Споредни |          |
| Џек Курцмен            | Џек Курцмен            | Бранислав Јевтић    |             | 2 епизоде   |          | Споредни |          |
| Дон Визиосо            | Дон Визиосо            |                     |             | 2 епизоде   |          | Споредни |          |
| Хан                    | Хан                    | Милан Тубић         |             | 2 епизоде   |          | Споредни |          |
| Ренет                  | Ренет                  | Ива Кевра           |             | 2 епизоде   |          | Споредни |          |
| Ловац                  | Ловац                  | Марко Марковић      |             | 2 епизоде   |          | Споредни |          |
| Мозар                  | Мозар                  | Никола Немешевић    |             | 2 епизоде   |          | Споредни |          |
| Зог                    | Зог                    | Марко Марковић      |             | 2 епизоде   |          | Споредни |          |
| Груди                  | Груди                  | Милена Живановић    |             | 2 епизоде   |          | Споредни |          |
| Фугитоид               | Фугитоид               |                     |             | 1 епизода   |          | Епизодни |          |
| Саванти Ромеро         | Саванти Ромеро         | Никола Немешевић    |             | 1 епизода   |          | Епизодни |          |
| Лорд Симултани         | Лорд Симултани         | Никола Немешевић    |             | 1 епизода   |          | Епизодни |          |
| Танг Шен               | Танг Шен               |                     |             | 1 епизода   |          | Епизодни |          |
| Хамато Јута            | Хамато Јута            | Бранислав Платиша   |             | 1 епизода   |          | Епизодни |          |
| Господин Мураками      | Господин Мураками      |                     |             | 1 епизода   |          | Епизодни |          |
| Џои Око                | Џои Око                | Бранислав Јевтић    |             | 1 епизода   |          | Епизодни |          |
| Госпођа Кембел         | Госпођа Кембел         | Маријана Живановић  |             | 1 епизода   |          | Епизодни |          |
| Син Змијокорова        | Син Змијокорова        | без дијалога        |             | 1 епизода   |          | Епизодни |          |
| Бигфут                 | Бигфут                 | Никола Немешевић    | 1 епизода   |             | Епизодни |          |          |
| Прст                   | Прст                   | Бојан Хлишћ         | 1 епизода   |             | Епизодни |          |          |
| Атила                  | Атила                  | Бојан Хлишћ         | 1 епизода   |             | Епизодни |          |          |
| Рапућин                | Рапућин                | Милан Тубић         | 1 епизода   |             | Епизодни |          |          |
| Наполеон Бонажаба      | Наполеон Бонажаба      |                     | 1 епизода   |             | Епизодни |          |          |
| Џенгис                 | Џенгис                 | Никола Немешевић    | 1 епизода   |             | Епизодни |          |          |
| Химера                 | Химера                 | без дијалога        | 1 епизода   |             | Епизодни |          |          |
| Клон Гђе О' Нил        | Клон Гђе О' Нил        | Михаела Стаменковић | 1 епизода   |             | Епизодни |          |          |
| Берни                  | Берни                  | Бојан Хлишћ         | 1 епизода   |             | Епизодни |          |          |
| Сладоледна Маца        | Сладоледна Маца        | без дијалога        | 4 епизоде   | 5 епизода   | Позадина | Позадина |          |
| Доктор Кокошовски      | Доктор Кокошовски      | без дијалога        | 3 епизоде   | 1 епизода   | Позадина | Позадина |          |
| Мутагенски Човек       | Мутагенски Човек       | без дијалога        |             | 1 епизода   |          | Позадина | Позадина |
| Пицоглави              | Пицоглави              | без дијалога        |             | 1 епизода   |          | Позадина | Позадина |
| Паукогриз              | Паукогриз              | без дијалога        |             | 1 епизода   |          | Позадина | Позадина |
| Змијокоров             | Змијокоров             | без дијалога        |             | 1 епизода   |          | Позадина | Позадина |
| Џастин                 | Џастин                 | без дијалога        |             | 1 епизода   |          | Позадина | Позадина |
| Вевероиди              | Вевероиди              | без дијалога        |             | 1 епизода   |          | Позадина | Позадина |

## Епизоде
| Бр. еп. (укупно) | Бр. еп. (у сезони) | Наслов                                                   | Редитељ                        | Сценариста                 | Премијера           |                    | Прод. код | Гледаност у US (милиони) |
| --- | ------------------ | -------------------------------------------------------- | ------------------------------ | -------------------------- | ------------------- | ------------------ | --------- | ------------------------ |
| 53 | 1                  | У шуми Within the Woods                                  | Себастијан Монтес              | Брендон Аоман              | 3. октобар 2014.    | 12. април 2015.    | 301       | 1.42                     |
| Три месеца након што су побегли из Њујорка, Корњаче, Ејприл и Кејси почињу са сређивањем Ејприлине куће у шуми. Леа у шуми напада створење кога корњаче називају Љигавац, али корњаче му стижу у помоћ и спашавају га. |                    |                                                          |                                |                            |                     |                    |           |                          |
| 54 | 2                  | Превелика нога A Foot Too Big                            | Мајкл Ченг                     | Даг Лангделе               | 10. октобар 2014.   | TBA                | 302       | 1.31                     |
| Након што Донатело још једном покуша да импресионира Ејприл, (овог пута са музичком кутијом), спријатељава се са Бигфутом, кога лови колекционар по имену Прст. Дони затим убеђује друге да помогну у заштити Бигфута. Међутим, Бигфут (који је женско) се заљубљује у Донатела и покушава да га шармира. Дони из тога схвата како је Ејприл, у коју се он заљубио. |                    |                                                          |                                |                            |                     |                    |           |                          |
| 55 | 3                  | Закопане тајне Buried Secrets                            | Алан Ван                       | Марк Хенри                 | 17. октобар 2014.   | TBA                | 303       | 1.67                     |
| Корњаче откривају Крангов изгубљени брода у подруму Ејприлине куће, у ком проналазе ви Ејприлину мајку. Међутим, Мајки открива да је она заправо Крангово створење допуњено људском ДНК-ом и успомена госпође О’Нил. |                    |                                                          |                                |                            |                     |                    |           |                          |
| 56 | 4                  | Крекетање The Croaking                                   | Мајкл Ченг                     | Кевин Берк и Крис Вајат    | 7. новембар 2014.   | TBA                | 304       | 1.47                     |
| Након што је дошао у невољу за прављење нереда и штете у кући, Микеланђело се узнемирава и бежи. После разговора са чланом Моћних жаба, Наполеоном Бонажабом, Мајки им се несвесно придружује у плану да заробе људе и преузму Ејприлину кућу у шуми. |                    |                                                          |                                |                            |                     |                    |           |                          |
| 57 | 5                  | У сновима In Dreams                                      | Себастијан Монтес              | Даг Лангделе               | 14. новембар 2014.  | TBA                | 305       | 1.35                     |
| Када корњаче бивају заробљене у својим сновима од стране Даброва снова, четири демона из димензије снова, Ејприл покушава да их пробуди користећи своје психичке способности, а Кејси иде да пронађе човека који држи кључ од дневника из ког су ослобођени Даброви снова. |                    |                                                          |                                |                            |                     |                    |           |                          |
| 58 | 6                  | Трка са демоном Race with the Demon!                     | Алан Ван                       | Гавин Хињајт               | 21. новембар 2014.  | TBA                | 306       | 1.74                     |
| Кејси и Донатело морају да издвоје своје разлике и раде заједно да изграде возило када мутантни аутомобил назван Брзи Демон угрожава њих и њихове пријатеље. |                    |                                                          |                                |                            |                     |                    |           |                          |
| 59 | 7                  | Очи Кимере Eyes of the Chimera                           | Мајкл Ченг                     | Грег Вајсман               | 11. јануар 2015.    | TBA                | 307       | 1.85                     |
| Када је мутирана Химера (створена мутагеном комбинацијом сокола, рибе која је ухваћена од стране сокола и црва који је био у рибиним устима), киднапује Кејсија, Мајкија, Рафа и Донија, остављајући Ејприл и Леа да је зауставе док превладају своје инвалидне способности; што је отежано када Ејприлина психичка веза са Химером дозвољава да види кроз Химерине очи. |                    |                                                          |                                |                            |                     |                    |           |                          |
| 60 | 8                  | Духовни пут Vision Quest                                 | Себастијан Монтес              | Тод Кејси                  | 18. јануар 2015.    | TBA                | 308       | 2.31                     |
| Када корњаче иду у шуму да науче да преживљавају, и њих усред ноћи посјећује духовна манифестација Сплинтера, који их обавештава да морају превладати своје слабости суочавајући се против својих непријатеља како би се спремили за повратак у Њујорк. |                    |                                                          |                                |                            |                     |                    |           |                          |
| 61 | 9                  | Повратак у Њујорк Return to New York                     | Алан Ван                       | Брендон Аоман              | 25. јануар 2015.    | TBA                | 309       | 1.85                     |
| По повратку кући у Њујорк, Корњаче откривају да је град преплављен Кранговима и Робо Стопалима. Док путују кроз град, сазнају да Сплинтер пати амнезијом због повреда које је добио од његове битке са Шредером. Затим је Сплинтер ухваћен од стране Клана Стопала и држан као талац Муве Стокмена и његова три помагача мутанта створених из Шредеровог ДНК-а и ДНК-а рака, јастога и шкампа. |                    |                                                          |                                |                            |                     |                    |           |                          |
| 62 | 10                 | Лов на змију Serpent Hunt                                | Мајкл Ченг                     | Рандолф Херд               | 1. фебруар 2015.    | TBA                | 310       | 1.57                     |
| Како се Сплинтер осећа непоколебљивим без Караи у породици, корњаче крећу у потрагу за њом, али се суочавају са Антоном Зеком и Иваном Стеранком, који такођер траже Караи за размену са Шредером ради заштите од Крангова. |                    |                                                          |                                |                            |                     |                    |           |                          |
| 63 | 11                 | Свиња и Носорог The Pig and the Rhino                    | Алан Ван                       | Брендон Аоман              | 8. март 2015.       | TBA                | 311       | 1.81                     |
| Након што Доние заврши нову серију ретро-мутагена у нади да ће се Караи вратити у нормалу, Корњаче, Ејприл и Кејси крећу у потрагу за Караи. Међутим, Зек и Стеранко (које је Шредер мутирао у брадавичасту свињу Бибопа и носорога Рокстедија) такође траже Караи за Шредера. |                    |                                                          |                                |                            |                     |                    |           |                          |
| 6465 | 1213               | Битка за Њујорк Battle for New York                      | Мајкл Ченг и Себастијан Монтес | Брендон Аоман и Марк Хенри | 15. март 2015.      | TBA                | 312313    | 1.78                     |
| Први Део: Када се корњаче сусрећу са тимом мутантима који се зове Моћне Мутивотиње, (тим који се састоји од Слеша, Кожноглавог, Доктора Роквала и Голуба Пита и подржан је од стране Џека Курцмана), како би ослобоедили од Крангова. Током мисије су се Лео и Слеш често свађали како да извре мисију. У међувремену је Кранг До Први планирао да мутира целу Земљу. Други Део: Сарађујући са Моћним Мутивотињама, корњаче морају да буду у димензији X, како би вратили људе из Њујорка, док се у међувремену на правом свету Моћне мутивотиње боре са Крангом До Првим и Госпођом Кембел. |                    |                                                          |                                |                            |                     |                    |           |                          |
| 66 | 14                 | Кејси Џонс против подземља Casey Jones vs the Underworld | Себастијан Монтес              | Ендру Робинсон             | 22. март 2015.      | TBA                | 314       | 1.85                     |
| Након што су корњаче спасили Њујорк, уз помоћ Моћних Мутивотиња, Кејси покушава да докаже да може поразити зликовце. Међутим, он открива да је Шредер добио Менхетново криминално подземље на страни клана Стопала. Кејси се такође бори са новим и званичним вођом Љубичастих Змајева, Ханом, јер Клан Стопала планира да користи фабрику на територији Љубичастих Змајева како би проширио територије које припадају Клану Стопала. |                    |                                                          |                                |                            |                     |                    |           |                          |
| 67 | 15                 | Прљави осветник The Noxious Avenger                      | Алан Ван                       | Тод Кејси                  | 26. април 2015.     | TBA                | 315       | 1.74                     |
| Када је један скромни човек који се сретао са неколико мутанта током своје каријере као канализациони радник, случајно мутирао у човека од смећа, ког је Мајки назвао Човек-муљ, постао је нови херој града. Бибоп и Рокстеди су га убедили да су корњаче криве за његову мутацију, и от од тада хоће да им се освењти. Ситуација са корњачама додатно је закомпликована када је новинарка Груди пратила Човека муља и усликала корњаче на кратко. Корњаче на крају успевају да објасне све Човеку муљу. |                    |                                                          |                                |                            |                     |                    |           |                          |
| 68 | 16                 | Судар Мутивотиња Clash of the Mutanimals                 | Мајкл Ченг                     | Хенри Жилрој               | 3. мај 2015.        | TBA                | 316       | 1.57                     |
| Својим серумом за контролу ума, Шредер киднапује Слеша и Доктора Роквела и стави им у тело црве за контролу ума. Касније њих двојца хватају Рафаела и њему ураде исто, његова браћа и друге мутивотиње их спашавају. |                    |                                                          |                                |                            |                     |                    |           |                          |
| 69 | 17                 | Упознајте Мондо Геко Meet Mondo Gecko                    | Себастијан Монтес              | Кевин Берк и Крис Вајат    | 10. мај 2015.       | TBA                | 317       | 1.80                     |
| Док су се дружили, Мајки и Кејси се сусрећу са мутираним гуштером на скејту, коме Мајки даје име Мондо Геко. Мондо Геко их одводи у канализацију, где их заробљава Мондов шеф Рибоглави. Мондо схвата да је погрешио и ослобађа их, међутим они морају проћи изазове које је Рибоглави припремио. |                    |                                                          |                                |                            |                     |                    |           |                          |
| 70 | 18                 | Смртоносни отров The Deadly Venom                        | Алан Ван                       | Еуген Сан                  | 17. мај 2015.       | TBA                | 318       | 1.70                     |
| Караи, чији је мозак Шредр испрао црвима за контролу ума, почиње да лови и трује Корњаче, Ејприл и Кејсија. Сплинтер учи Леонардо специјалној лековитој мантри која може ефикасно да избегне Караин смртоносни отров. |                    |                                                          |                                |                            |                     |                    |           |                          |
| 71 | 19                 | Корњаче у времену Turtles in Time                        | Мајкл Ченг                     | Рандолф Херд               | 2. август 2015.     | TBA                | 319       | 1.65                     |
| Када се Корњаче сусретну са неспретном путницом кроз време по имену Ренет, бивају заглављени у времену јер су јој помагали да порази демона Саванти Ромера, и да пронађе свог господара, Лорда Симултрона. |                    |                                                          |                                |                            |                     |                    |           |                          |
| 72 | 20                 | Прича о Јокаи Tale of the Yokai                          | Себастијан Монтес              | Брендон Аоман              | 9. август 2015.     | TBA                | 320       | 1.37                     |
| Корњаче, након несреће са Ренетиним временским жезлом, бивају заробљене шеснаест година раније у Токију, у Јапану. Наилазе на шестаест година млађег Хамато Јошија и Ороку Сакија, усред њихове ескалације ривалства над срцем Танг Шен, У борби између браће Танг Шен страда, а Шредер узима њену и Сплинтерову ћерку Хамато Миву, и даје јој име Караи. |                    |                                                          |                                |                            |                     |                    |           |                          |
| 73 | 21                 | Напад Мега Шредера Attack of the Mega Shredder!          | Алан Ван                       | Гавин Хињајт               | 16. август 2015.    | TBA                | 321       | 1.78                     |
| Корњаче покушавају да украду један од Шредерових црва за контролу ума како би направили противотров за контролу ума. Међутим Мини редер, Средњи редер и Велики Шредер мутирају у Мега Шредера, кога корњаче морају да га зауставе у рушењу града. |                    |                                                          |                                |                            |                     |                    |           |                          |
| 74 | 22                 | Повратак Љигавца The Creeping Doom                       | Мајкл Ченг                     | Питер Ди Цико              | 23. август 2015.    | TBA                | 322       | 1.77                     |
| Након што Микеланђело обори неколико ствари у Донијевој лабораторији, несрећа узрокује да Донателова интеллигенција брзо пада, као и да Змијокоров и Љигавац оживе. |                    |                                                          |                                |                            |                     |                    |           |                          |
| 75 | 23                 | Четворострука замка The Fourfold Trap                    | Себастиан Монтес               | Марк Хенри                 | 13. септембар 2015. | TBA                | 323       | 1.60                     |
| Након што их је Караи уз помоћ своје хипнозе киднаповала, Корњаче су смештене у смртоносне замке у којима морају радити заједно како би побегли. Сплинтер спасава кокрњаче и бива присиљен да се бори са својом ћерком, Караи, како би је ослободио од Шредерове контроле ума. |                    |                                                          |                                |                            |                     |                    |           |                          |
| 76 | 24                 | Диносаурус у канализацији Dinosaur Seen in Sewers!       | Мајкл Ченг                     | Тод Кејси                  | 20. септембар 2015. | TBA                | 324       | 1.82                     |
| Рфаел упознаје и ванземаљског Диносауруса по имену Зог, који је из ванземаљске расе трицератона. Међутим, након што нападе Мутивотиње, и сви виде да мрзи Крангове, Корњаче откривају да постоји јо много трицератона који се спремају да дођу на Земљу. |                    |                                                          |                                |                            |                     |                    |           |                          |
| 7778 | 2526               | Уништење планете Земље Annihilation: Earth!              | Себастиан Монтес и Алан Ван    | Брендон Аоман              | 27. септембар 2015. | 27. децембар 2015. | 325326    | 1.43                     |
| Први део: Пошто су сазнали да је Земља у опасности због напада Крангова и Трицератона, Корњаче, Ејприл, Кејси, Кожноглави и утром по имену Ловац морају да раде заједно, како би спречили технодром пре него што Трицератони стигну и обришу Земљу. Други део: Чак и након регрутовања Моћнох Мутивотиња и неких старих пријатеља како би им помогли, Трицератони отимају Микеланђела како би добили неке корисне информације од њега. Корњаче морају спасити свог најмлађег брата са Трицератонског свемирског брода. У међувремену, Сплинтер и Шредер су принуђени да формирају неугодан савез како би спречили Трицератоне да активирају уређај који ствара смртоносну Црну рупу која ће прогутати целу Земљу. |                    |                                                          |                                |                            |                     |                    |           |                          |